# Rozhledna na Jiráskově chatě
Rozhledna na Jiráskově chatě je kamenná a cihelná stavba o výšce 24 metrů stojící v nadmořské výšce 624 m západně od Dobrošova, která je součástí Jiráskovy chaty. Vznikla v letech 1921 až 1923 a je přístupná za poplatek.
Rozhledna má jednu vyhlídkovou plošinu, na kterou vede 99 schodů.
V roce 2011 vyhrála anketu deníku iDnes o nejkrásnější rozhlednu Královéhradeckého kraje.